# Sugizo
Szugihara Júne (杉原 有音; Hepburn: Yūne Sugihara), születési nevén Szugihara Jaszuhiro (杉原 康弘; Hepburn: Yasuhiro Sugihara; 1969. július 8.–), ismert művésznevén Sugizo (スギゾー), japán gitáros, hegedűs, énekes, dalszerző és zenei producer. A Luna Sea együttes szólógitárosaként és hegedűseként lett ismert. Hazájában legendás gitárosként tartják számon.
1997 óta szólóban is dolgozik, 2007 óta tagja a Juno Reactor elnevezésű nemzetközi trance/világzene-formációnak, a S.K.I.N supergroupnak és 2009 óta állandó tagja az X Japan heavy metalegyüttesnek. Ezen túl a pszichedelikus zenét játszó Shag és a magát „sámánisztikus elektronikus együttesként” definiáló S.T.K (Sensual Technology Kooks) tagja is.
Többféle zenei stílussal kísérletezik, többek között a rock, a pszichedelikus zene és az elektronikus zene műfajában. Bartók Béla és Liszt Ferenc nagy rajongója.
Zenei tevékenységén túl elkötelezett környezetvédelmi és háborúellenes aktivista.

## Élete és pályafutása

### Gyermekkora
Szugihara Hadano városában született Kanagava prefektúrában. Szülei mindketten komolyzenészek, a Tokiói Fővárosi Filharmonikus Zenekarban játszottak, édesapja trombitán, édesanyja csellón. Kiskorától fogva klasszikus zenén nevelkedett. Apja kényszerítette, hogy hegedülni tanuljon, három éves korától. Saját bevallása szerint eleinte gyűlölte, mert apja nagyon keményen tanította és sokszor megverte, csak 10-11 éves korától kezdte el érdekelni a zene, amit játszott. Kedvenc zeneszerzői közé tartozott ekkor már Bartók Béla és Liszt Ferenc, saját blogjában azt írta, amikor Budapesten járt Bartók házánál, elsírta magát. 11 éves korában trombitán kezdett tanulni, mert a hegedűt a gazdagok és a nők hangszerének tartotta, és jobban tetszett neki, hogy a trombitára amolyan „piszkos”, „rossz fiúknak” való hangszerként tekintettek az 1950-es években. Ugyancsak kiskamaszként figyelt fel először a könnyűzenére, a Yellow Magic Orchestra, a Japan, David Bowie és a londoni punkzene volt rá a legnagyobb hatással.
Középiskolás volt, amikor szülei elváltak, édesapjával – akinek azóta másik családja van – éveken át nem tartotta a kapcsolatot, de azóta kibékültek. Édesanyjával és húgával jó a kapcsolata. Saját bevallása szerint mély nyomott hagyott benne az, hogy nem egy meleg, szerető családban nőtt fel, sosem érezte úgy, hogy szeretik a szülei.

### 1986–96: Első együttesei és a Luna Sea

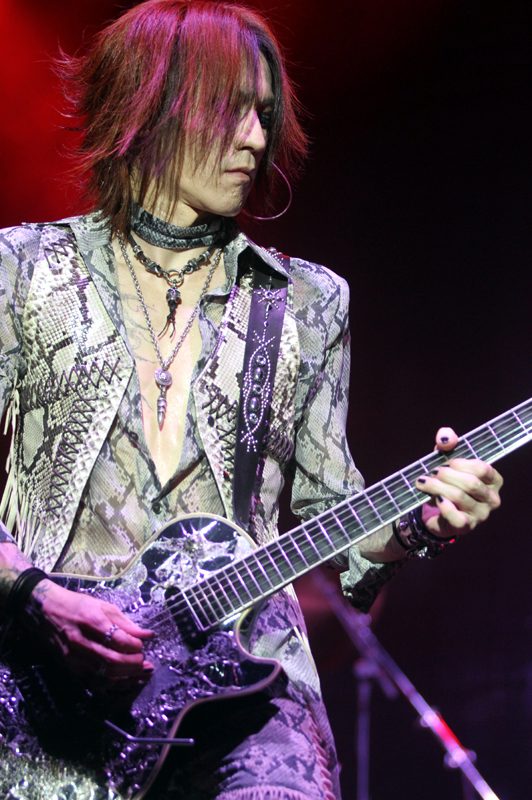
Sugizo São Paulóban 2011-ben az X Japannel, signature ESP-gitárjával.

Apja rosszallása ellenére basszusgitárt és elektromos gitárt szerzett, autodidakta módon tanult játszani rajtuk. 17 éves volt, amikor Pinocchio néven alapított power metalegyüttest barátaival, Sinjával és Tezyával, és itt basszusgitáron játszott. 1989-ben Sinjával csatlakoztak a J és Inoran által alapított Lunacy visual kei együtteshez, melynek énekese Kavamura Rjúicsi lett. Mivel J basszusgitáros volt, Inoran pedig ritmusgitáron szeretett játszani, Szugihara lett a szólógitáros. Ekkor lett a művészneve Sugizo, úgy emlékszik, Sinja adta neki ezt a becenevet. Nem sokkal később hide, az X Japan gitárosa révén szerződtek le az Extasy Recordshoz, melyet az X Japan alapítója, Yoshiki hozott létre, itt adták ki első albumukat 1991-ben, már Luna Sea néven.
Első szólódalát 1993-ban írta Revive címmel a Dance 2 Noise 004 című válogatásalbumra.

### 1997–2001: Szólókarrier,Truth?
A Luna Sea 1997-ben szüneteltette a tevékenységét, Sugizo pedig szólókarrierbe kezdett, Cross néven független kiadót alapított. Július 9-én megjelent Lucifer című kislemeze, mely 8. helyezett volt az Oricon kislemezlistáján. Ezt az Abstract Day turné követte, ahol DJ Krush, Cucsija Maszami és a Japan tagjai is megjelentek. Második kislemeze, az A Prayer szeptember 10-én jelent meg és 7. lett a slágerlistán. November 19-én kiadott, Truth? címmel megjelent szólólemeze 12. helyet ért el az albumlistán. Vegyes fogadtatásban részesült, különösképpen a műfajok sokfélesége és elektronikus zenével vegyítése miatt. Számos művész közreműködött a lemezen, például Szakamoto Rjúicsi, Mick Karn és Lou Rhodes. Az év végén remixverziók láttak napvilágot.
Ebben az időszakban számos művésszel működött együtt, például Nakatai Miki színésznővel, Szakamoto Miu énekesnővel és a tajvani Vivian Hsuval, aki a barátnője is volt.
2001-ben részt vett Szakamoto Rjúicsi N.M.L. (No More Landmines) projektjében, melynek célja az aknákkal kapcsolatos problémákra való figyelemfelhívás volt, és közreműködött a Zero Landmine című albumon is gitárosként. Ezt követően Nikai Ken Soundtrack című filmjében szerepelt és a filmzenét is ő komponálta. November 14-én Parallel Side of Soundtrack címmel válogatásalbum jelent meg, melyet a film ihletett. Ugyancsak részt vett az H. Art Chaos moderntánc-társulat Szuicsoku no jume (垂直の夢) című performanszában, melyhez nem csak a zenét írta, de táncolt is a darabban.

### 2002–07:C:Lear, Juno Reactor

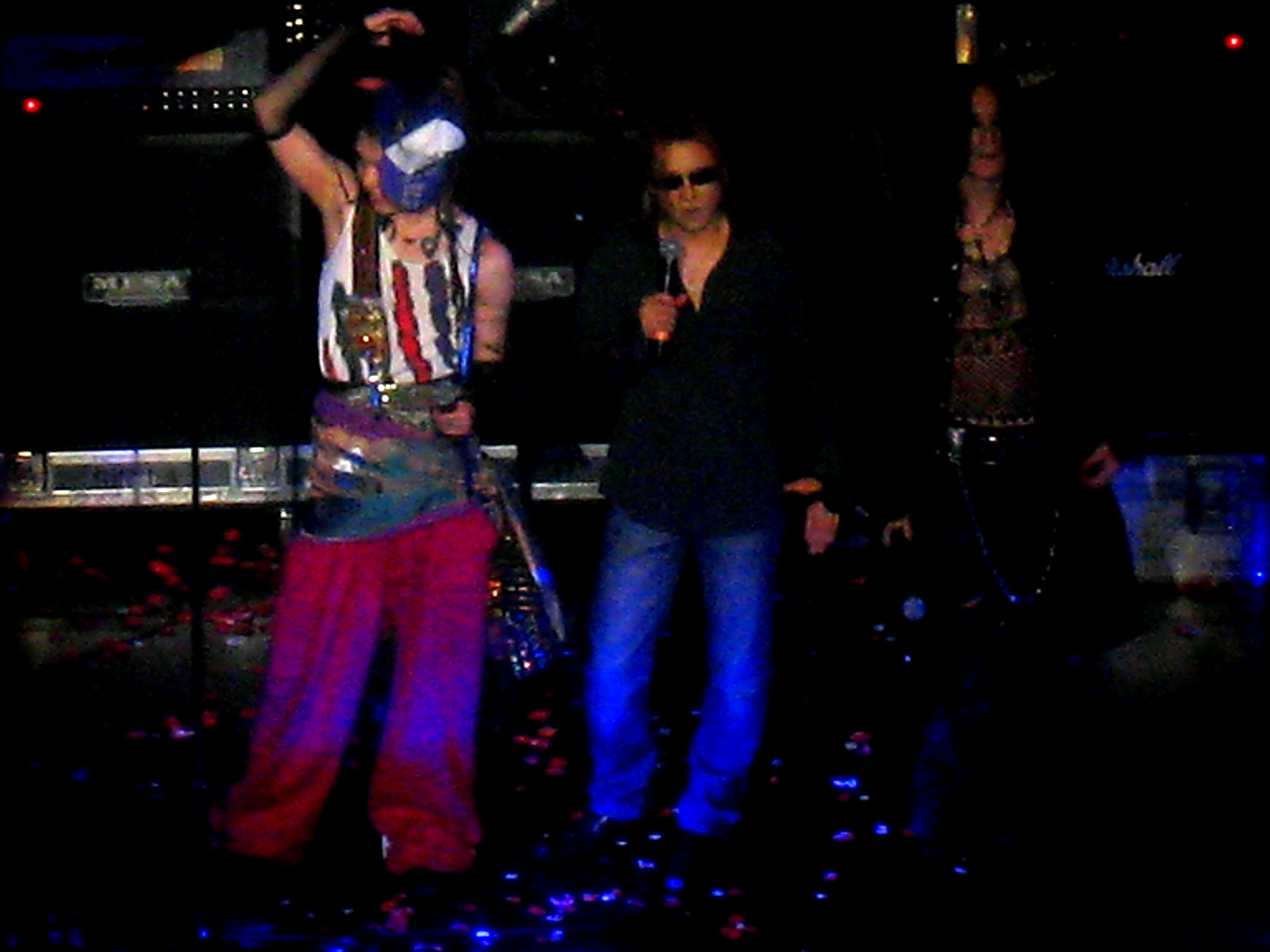
Miyavi, Yoshiki és Sugizo a JRock Revolution koncerten

2001 végén létrehozta a Sugizo & the Spank Your Juice formációt, akikkel 2004-ig turnézott és összese három kislemezt adott ki, Super Love, Dear Life és No More Machineguns Play the Guitar címmel, melyek bekerültek a top 50-be a slágerlistán. 2002-ben Jukiszada Iszao Rock'n'roll Misin (ロックンロールミシン) című filmjében szerepelt, majd a Nikai Ken rendezte RedЯum című televíziós sorozatban. 2003-ban kijött második nagylemeze, a C:Lear, mely 56. volt az Oricon albumlistáján.
2004 márciusában Sugizo The Flare néven hozott létre együttest, melynek énekese Kacuki Juna lett. A The Flare támogatására Embryo néven alapított független kiadót, mely a Universal Music Grouppal kötött disztribúciós szerződést. Az együttes fellépett A Föld Napja alkalmából szervezett rendezvényen Tokióban. A The Flare 2006-ig létezett, négy kislemezt és egy stúdióalbumot adtak ki. Sugizo 2005 májusában Neo Ascension Groove néven rendezett koncertet, ahol a pszichedelikus jamegyüttessel, a Shaggel lépett fel. Az együttesben a gitár és a hegedű mellett ütőhangszereken is játszik. 2006 áprilisában Kondó Tosinori (近藤 等則) dzsessztrombitással közösen vett részt A Föld Napja-rendezvényen, április 9-én, 22-én és 23-án Tokióban. Később a Tokyo Techno Festivalon lépett fel a Juno Reactorrel, akikkel 2005 óta kapcsolatban állt egy lehetséges együttműködés reményében.
2007-ben Sugizo részt vett a Stop Rokkasho elnevezésű projektben, melynek célja a Rokkaso nukleáris újrahasznosító üzem elleni tiltakozás volt. A projektet Szakamoto Rjúicsi vezette. Áprilisban Sugizo fellépett a Nagisa Music Festivalon a Shag együttessel. Még 2006. augusztus 6-án az X Japan alapítója, Yoshiki részt vett az Otakon találkozón, ahol bejelentette, hogy S.K.I.N. néven új együttest alapít Gackttal közösen. Sugizo nem sokkal később csatlakozott hozzájuk. 2007. május 25-én a Los Angeles-i JRock Revolution koncerten hivatalosan bejelentették, hogy Miyavi is részt vesz a projektben. A supergroupként számon tartott együttes első és egyben utolsó élő fellépése Kaliforniában volt 2007. június 29-én az Anime Expón. Júliusban a gitáros a Juno Reactorrel a Fuji Rock Festivalon lépett fel. December 5-én megjelent Spirituarise című remixlemeze, melyen japán és külföldi művészek remixelték a dalait. December 24-én a Luna Sea egyetlen koncert erejéig újra összeállt a Tokyo Dome-ban.

### 2008–09:Cosmoscape, csatlakozás az X Japanhez
- Enola GayRészlet a dal 2012-es koncertváltozatából. Sugizo elkötelezett háborúellenes aktivista, az Enola Gay egyik prominens ilyen üzenetű dala.

Nem tudod lejátszani a fájlt?

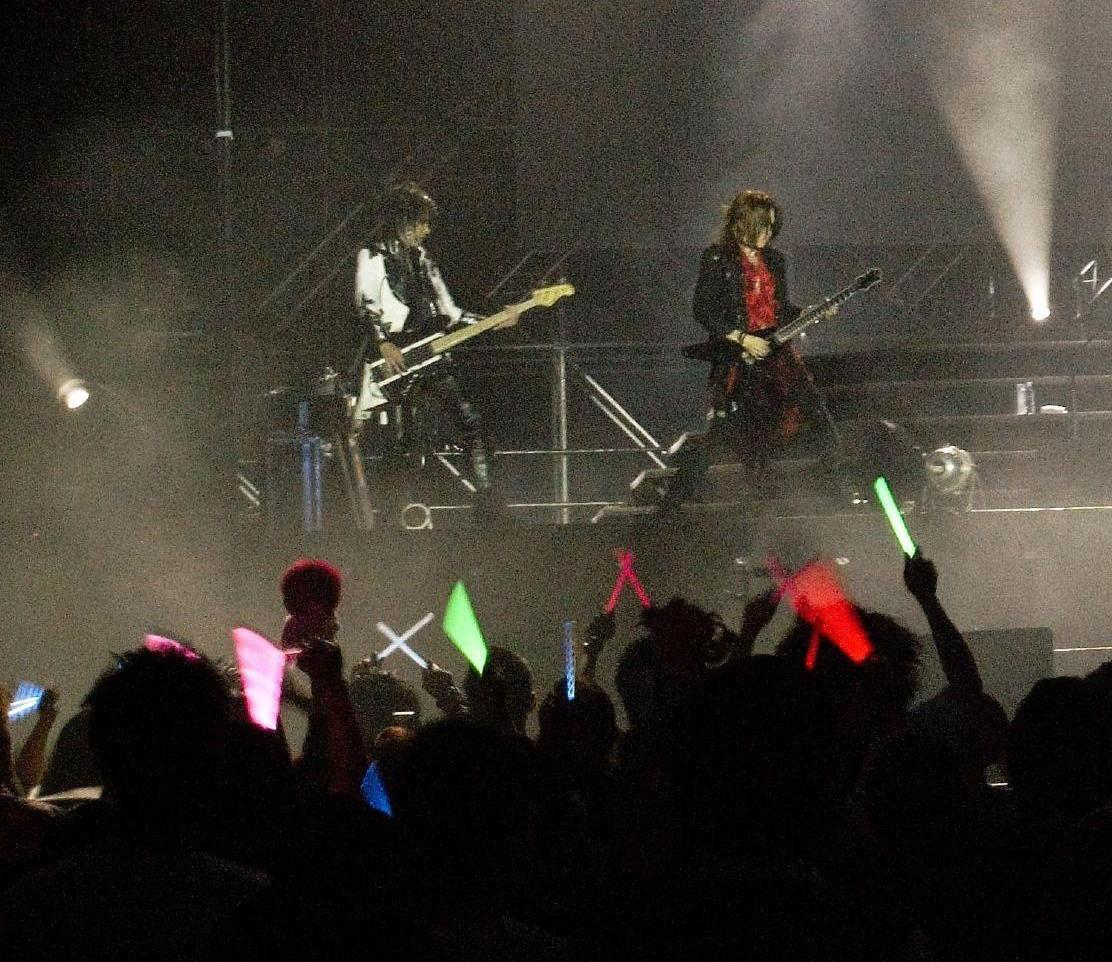
Heath és Sugizo az X Japan 2009-es hongkongi koncertjén.

2008. március 28-án és 29-én Sugizo Wes Borland és Richard Fortus társaságában az újraalakult X Japan koncertjén vett részt, ahol az elhunyt gitárosukat, hidét helyettesítették. Áprilisban Európában koncertezett a Juno Reactorrel. Május 2-án részt vett a Luna Seavel a hide emlékének szentelt hide memorial summit elnevezésű kétnapos koncerten. Július 23-án újabb válogatáslemeze jelent meg Cosmoscape címmel. Az albumon tízéves szólókarrierjének állomásai hallhatóak, különféle műfajú dalokkal (például rock, trance, jazz, klasszikus, bossa nova). Ugyanebben az évben Enola Gay címmel írt dalt, mely az azonos nevű bombázóról kapta címét, arról a repülőgépről, mely ledobta az atombombát Hirosimára. A dalt az atomháborútól szenvedőknek, Hirosima és Nagaszaki városának írta, kifejezve, hogy nem szabad újra megtörténnie ilyesminek. Sugizo úgy véli, a zene egyesíti az embereket, ő maga japán, a dobosa, Greg Ellis amerikai, az énekesnője, Origa pedig orosz; hiába származnak korábban ellenséges országokból, mégis barátok.
Szeptemberben Sugizo a Juno Reactor amerikai turnéján vett részt, december 19-én pedig szólókoncertet adott Rise to Cosmic Dance címmel Sibujában, ahol többek között az Enola Gayt is előadta. Szilveszterkor az X Japan újévköszöntő koncertjén játszott az Akaszaka Blitzben.
2009. május 1-jén bejelentették, hogy Sugizo hivatalosan is az X Japan szólógitárosa lett. Decemberben a Juno reactorral újra Európában lépett fel, Hollandiában, Németországban, Csehországban és Lengyelországban. Japánba visszatérve két új digitális kislemezt jelentetett meg, Messiah és Tell Me Why You Hide the Truth? címmel az iTunes-on. A két dal első, illetve második helyezett volt az iTunes elektronikus zenei listáján. Karácsonykor Sugizo Tajpejben adott két koncertet, Next Phase of Cosmic Dance címmel.

### 2010–11:Flower of Life, a Luna Sea újraegyesülése

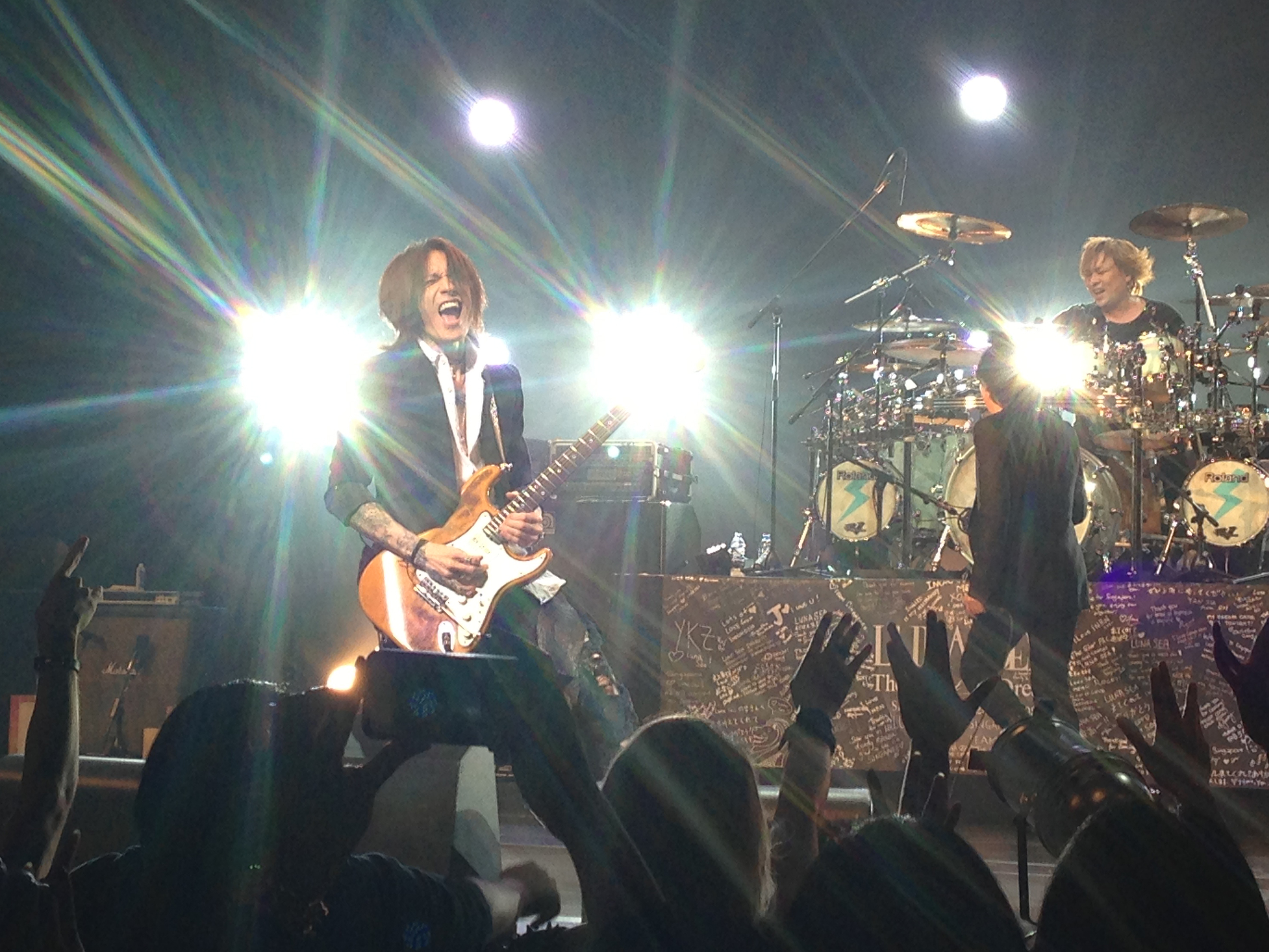
Sugizo a Luna Sea-vel Szingapúrban, 2013-ban.

2010. január 27-én Sugizo két digitális kislemezt jelentetett meg, Fatima és Do-Funk Dance címmel, ezt pedig február 24-én a Prana követte, amely vezette az iTunes elektronikus zenei listáját. Március 31-én Dear Spiritual Life címmel jött ki újabb kislemeze.
2010-ben Sugizo a Nemuri Kjosiró buraihikae című, történelmi regénysorozaton alapuló színházi előadás zenei rendezője és zeneszerzője volt. A színdarab főszereplője Gackt volt és mintegy 120 előadást tartottak országszerte. Áprilisban Sugizo a Nagisa Music Festivalon lépett fel.
Július 8-án Sugizo a blogjában bejelentette, hogy barátja és zenésztársa, a rákkal diagnosztizált Mick Karn, a Japan együttes basszusgitárosa megsegítésére átdolgozta a közösen előadott Missing című dalukat, melyet Missing Link címen adományokért cserében letölthetővé tettek Karn honlapjáról. Karn 2011. január 4-én elhunyt.
2010. augusztus 31-én a Luna Sea-vel Hongkongban adott sajtótájékoztatót, ahol bejelentették, hogy az együttes 10 év szünetet követően újra világkörüli turnéra indul. November 5 és 8 között három dobos, Budgie, Leonard Eto és Mabi, valamint Knox Chandler társaságában Hongkongban lépett fel a New Vision Arts Festival The Butterfly Effect: East-West Percussive Parade blokkjában.

2011. április 13-án újabb két kislemez látott napvilágot, a No More Nukes Play the Guitar és a The Edge. Ezt a Miranda követte június 29-én, majd a Neo Cosmoscape július 27-én. Utóbbit a brit System 7 együttes remixelte. Augusztus 15-én kijött kislemezként a korábban írt Enola Gay, majd szeptember 9-én a Pray for Mother Earth, melyet Sugizo még a 2006-os A Föld Napja alkalmából írt Kondó Tosinorival. December 14-én két stúdióalbuma is megjelent, a Flower of Life és a Tree of Life. Az első egy teljesen instrumentális, pszichedelikus és elektronikus műfajú lemez, míg a második albumon remixek és korábbi együttműködések hallhatóak. Decemberben koncertkörútra is indult, Stairway to the Flower of Life címmel, Tajpejben és Hongkongban.
Sugizo saját projektjei mellett továbbra is dolgozott az X Japannel, részt vett az együttes összes koncertjén, beleértve a 2011-es világkörüli turnéjukat, és az új dalokban is közreműködött gitárosként, például a Jade című kislemezen.

### 2012–2014: Luna Sea, X Japan,A kékszakállú herceg vára

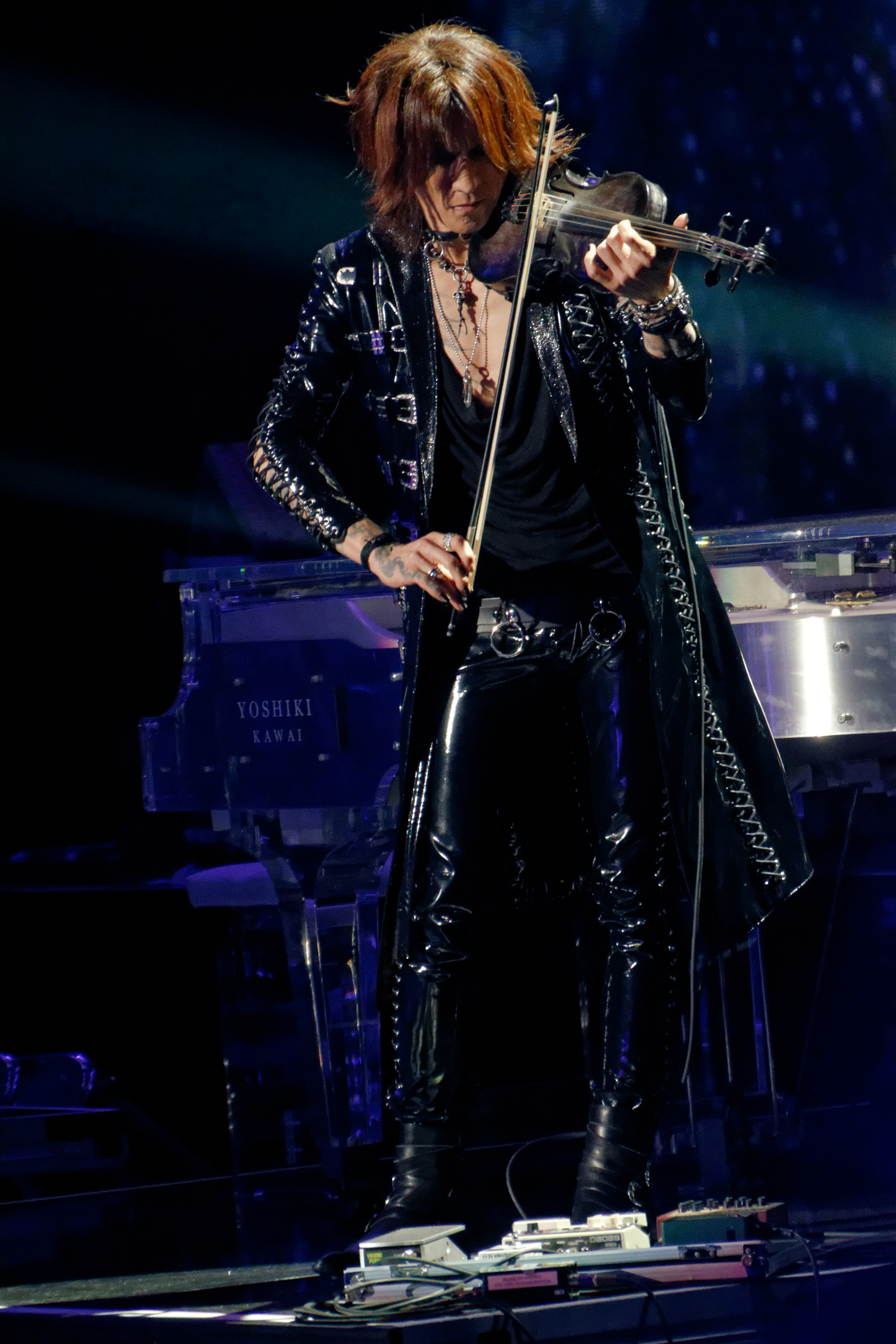
Sugizo az X Japan koncertjén a Madison Square Gardenben, 2014-ben.

2012-ben Sugizo saját együttesével, a Luna Sea-vel is el volt foglalva, több kislemezük is megjelent és telt házas turnét is tartottak. Emellett azonban saját szólóprojektjei is folytatódtak, újabb két digitális dalmegjelenés következett, Final of the Messiah és Super Love 2012 címmel, melyet szólókoncertek követtek. Az Ascension to the Consientia turné utolsó állomása szeptember 17-én volt az Akaszaka Blitzben.
Május 30-án Sugizo gyermekkori példaképének, Bartók Bélának A kékszakállú herceg vára című műve alapján színpadra állított 7 Doors színdarabban szerepelt főszereplőként, valamint a zenét is ő írta a darabhoz.
2013. március 6-án Vesica Pisces címmel remixalbuma jelent meg, a Juno Reactor, a System7 és a The Orb közreműködésével. Április 23-án megjelent a Juno Reactor The Golden Sun of the Great East című nagylemeze, a második, melyen Sugizo is szerepelt. Ezt követően Sugizo a Serafine című dalban működött közre a Dead End együttesnek szentelt homázsalbumon. Újabb színházi munka következett, a 7 Doors producerei által színpadra állított Frankenstein zeneszerzője és zenei rendezője volt. December 11-én megjelent a Luna Sea A Will című albuma, mely 13 év után az első nagylemezük volt. December 23-án újabb szólóturnéra indult, mely Kóbe városában kezdődött, és Tokióban ért véget.
2014 márciusában közeli barátja, Morrie 50. évfordulós koncertjén vett részt. Áprilisban egy multimédiás művészeti kiállításban működött közre. Szeptemberben fellépett a The Solar Budokan koncerten, melyet egy klasszikus zenei válogatásalbum követett, ahol több számot is újrahangszerelt.
Szeptember 30-án és október 1-jén az X Japannel felléptek a Yokohama Arenában, melyet október 11-én újabb koncert követett, a Madison Square Gardenben, New Yorkban. Mindkét helyszínen előadták a Beneath The Skin feldolgozását, melyet Sugizo írt a Yoshiki által létrehozott S.K.I.N. számára 2007-ben. Szilveszterkor felléptek a Music Station Super Live 2014 műsorban.

### 2015–

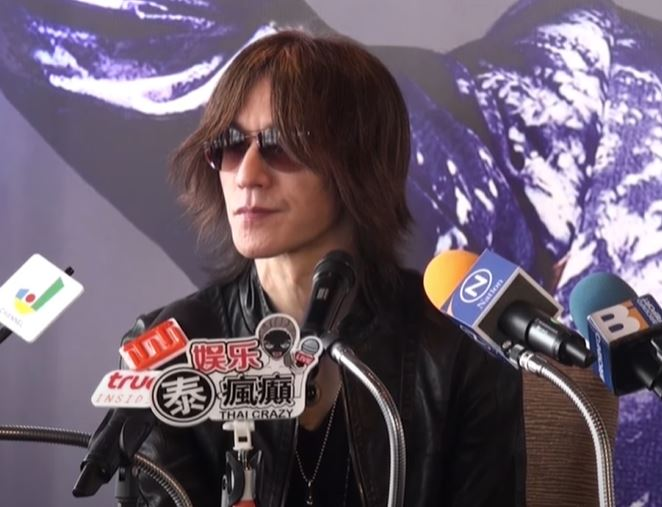
Sugizo 2019-ben Thaiföldön

2015 januárban Sugizo Fudzsivara Ikuro (藤原いくろう) filmzeneszerző zongorakoncertjén volt vendégzenész. Március 11-én részt vett a 2011-es tóhokui földrengés és cunamira emlékező Peace on Earth koncerten a Jojogi parkban. Áprilisban Szakamoto Maaja 20. évfordulós válogatásalbumára dolgozta át a Bike című dalt, majd a hongkongi Tanz Too Noise Muzik Festivalon kellett volna részt vennie, de az eseményt végül lefújták. Májusban a Juno Reactorrel Japánban turnézott, Oszakában, Nagojában és Tokióban. Május 3-án Rjúicsivel a Luna Sea-ből Fudzsivara Ikuro Symphonic Luna Sea Reboot koncertjén léptek fel. Júniusban a Luna Sea-vel turnézott, 16 városban 32 koncertet adtak Japán-szerte. Ezt a Lunatic Festen való fellépése követte, ahol mind a Luna Sea, mind az X Japan kötelékében részt vett. Július 8-án megjelent Spiritual Classic Sugizo Selection Ⅱ elnevezésű klasszikus válogatáslemeze. Ugyanebben a hónapban Isino Takkjú és más zenészek társaságában fellépett az In Order To Dance Vol.1 koncerten Tokióban. Az év végén 20 év után először Japánban turnézó X Japannel koncertezett, három koncertet adtak a Yokohama Arenában, majd Oszakában, Fukuokában, Hirosimában folytatták a turnét és december 14-én, a nagojai Nippon Gaishi Hallban fejezték be. Szilveszterkor 18 év után először újra részt vettek a Kóhaku uta gasszenben.
2016. március 11-én ismét fellépett a Peace on Earth eseményen, majd Vatanabe Kazumi Guitar Is Beautiful KW45 című 45 évfordulós lemezén működött közre a Round Midnight című dallal. Áprilisban részt vett az Earth Day Tokyo fesztiválon. Júniusban Luna Sea-beli barátjával, Inorannal közös szólókoncertet tartottak Sugizo vs Inoran Presents Best Bout címmel. Augusztusban Life on Mars? címmel jelent meg kislemeze, David Bowie emlékének szentelve. Ezt szeptemberben a Lux Aeterna, októberben pedig a Raummusik követte. Az X Japannel október 14-16 között a Makuhari Messe-ben lépett fel a Visual Japan Summiton. Szólókarrierjének 20. évfordulója alkalmából országos turnéra indult, novemberben pedig megjelent Oto című nagylemeze. Decemberben két telt házas koncertet adott a Luna Sea-vel a Saitama Super Arenában.
2017. március 4-én az X Japannel a londoni Wembley Arena színpadán lépett fel. Májusban bejelentették, hogy Sugizo alternatív energiaforrásokkal kísérletezik és a Toyota Mirai, valamint a Honda Clarity üzemanyagcellái alapján fejlesztett energiaforrással fogják üzemeltetni a gitárjait és a hangosítórendszerét a Luna Sea május 29-i Nippon Budókan-koncertjén. 2017 végén Oneness M címmel jelent meg szólólemeze, melyen több japán előadó is közreműködött vokálként, többek között Toshi, az X Japan énekese.
2018 áprilisában a Pepsi J-Cola-reklámjában szerepelt. 2018. december 19-én Cosmoscape II címmel válogatáslemeze jelent meg. 2019-ben Sugizo a Mobile Suit Gundam: The Origin – Advent of the Red Comet című anime betétdalainak producere lett. A nyitódalokat a Luna Sea adja elő, a záródalokat pedig különböző előadók. Ugyanebben az évben Sugizo a VOGUE5 kínai pop-rock együttes producere lett.
2020 júliusában a Gibiate című animéhez adott elő dalokat a Yoshida Brothersszel és Óguro Makival. 2020 novemberében bejelentette, hogy 12 év után újraindítja a Shag formációt. Ugyanezen év decemberében Love & Tranquility címmel jelent meg Sugizo hetedik nagylemeze, melyen a Dead End So Sweet, So Lonely című dalának feldolgozása is megtalálható, az együttes 2020-ban elhunyt gitárosának, Júdzsi Adacsinak az emlékére.
2022-ben Hatakennel közösen The Voyage to The Higher Self címmel jelentetett meg ambient műfajú albumot. 2022 július 1-jén megjelent a Shag első lemeze The Protest Jam címmel, melyet Sugizo maga vágott össze élő elvételekből és stúdiófelvételekből. November 11-én bejelentették, hogy Yoshiki, Miyavi, Hyde és Sugizo részvételével The Last Rockstars néven új supergroup jön létre.

## Magánélete
Sugizo elvált, egy lánya van, Szugihara Luna Artemis, aki 1996-ban született. Sugizo több interjúban is úgy nyilatkozott, hogy lánya születése teljesen megváltoztatta: „Úgy érzem, mintha én is újraszülettem volna, amikor a lányom megszületett. Visszatekintve, az ő születéséig egy igazi lúzer voltam.” Lánya születése tanította meg a felelősség-vállalásra és indította el benne a vágyat a környezetvédelem iránt. A 2000-es években egy ideig Vivian Hsu tajvani színésznő volt a barátnője.
Sugizót gyerekkora óta érdeklik a vallások, különösen Buddha tanításai, valamint az okkultizmus. A spiritualitás azután kezdte érdekelni, hogy 18 évesen elolvasta Shirley MacLaine Out on a Limb című könyvét.
A zenész elkötelezett környezetvédelmi és háborúellenes aktivista, aki az atomfegyverkezést és az atomreaktorok telepítését is ellenzi. Saját bevallása szerint dalaival is ezekre a problémákra igyekszik felhívni a figyelmet.
2019 júliusában a japán környezetvédelmi miniszter köszönőlevelet nyújtott át a zenésznek az 50. születésnapi koncertjén, köszönetet mondva környezetvédelmi tevékenységéért és a hidrogén-üzemenyagcellák népszerűsítéséért.

## Hangszerei

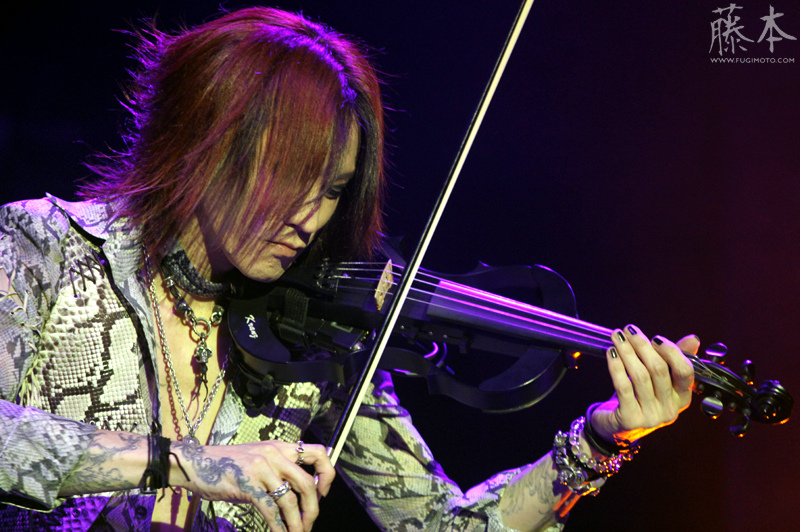
Sugizo Kranz EV-75 típusú elektromos hegedűjén játszik

Szinte kizárólag ESP-gitárokon játszik, számos signature modellt gyártanak a nevével fémjelezve. Az ESP egy különleges, egyedi, háromnyakú gitárt is készít a számára, koncertjeire pedig az ESP saját technikusa kíséri. Hegedűje is ESP-gyártmány, egy Kranz EV-75 típusú elektromos hegedű. Vonóit a Codabow készíti, nevével fémjelezve.

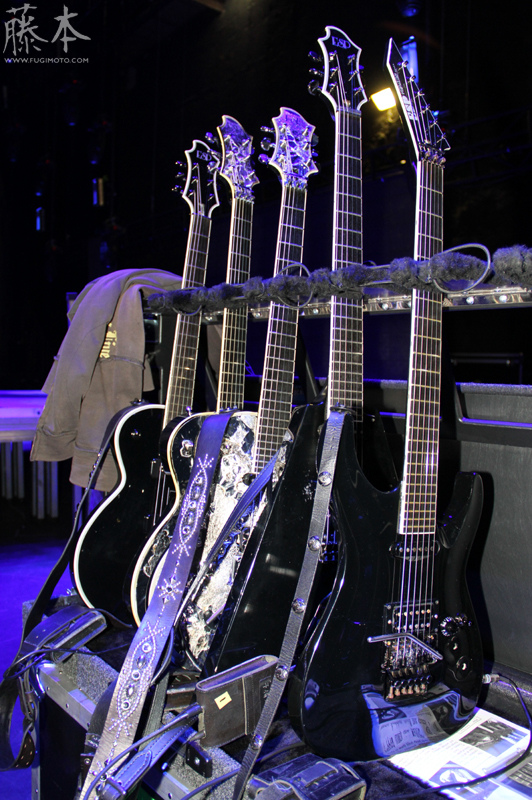
Sugizo gitárállványa az X Japan 2011-es brazil koncertjén
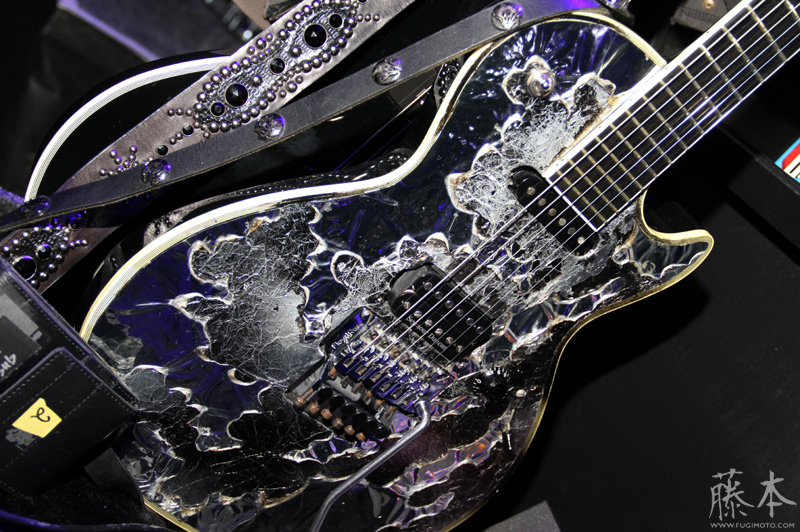
Sugizo signature ESP Eclipse S-VIII Brilliant MixedMedia gitárja az X Japan 2011-es brazil koncertjének backstage-ében
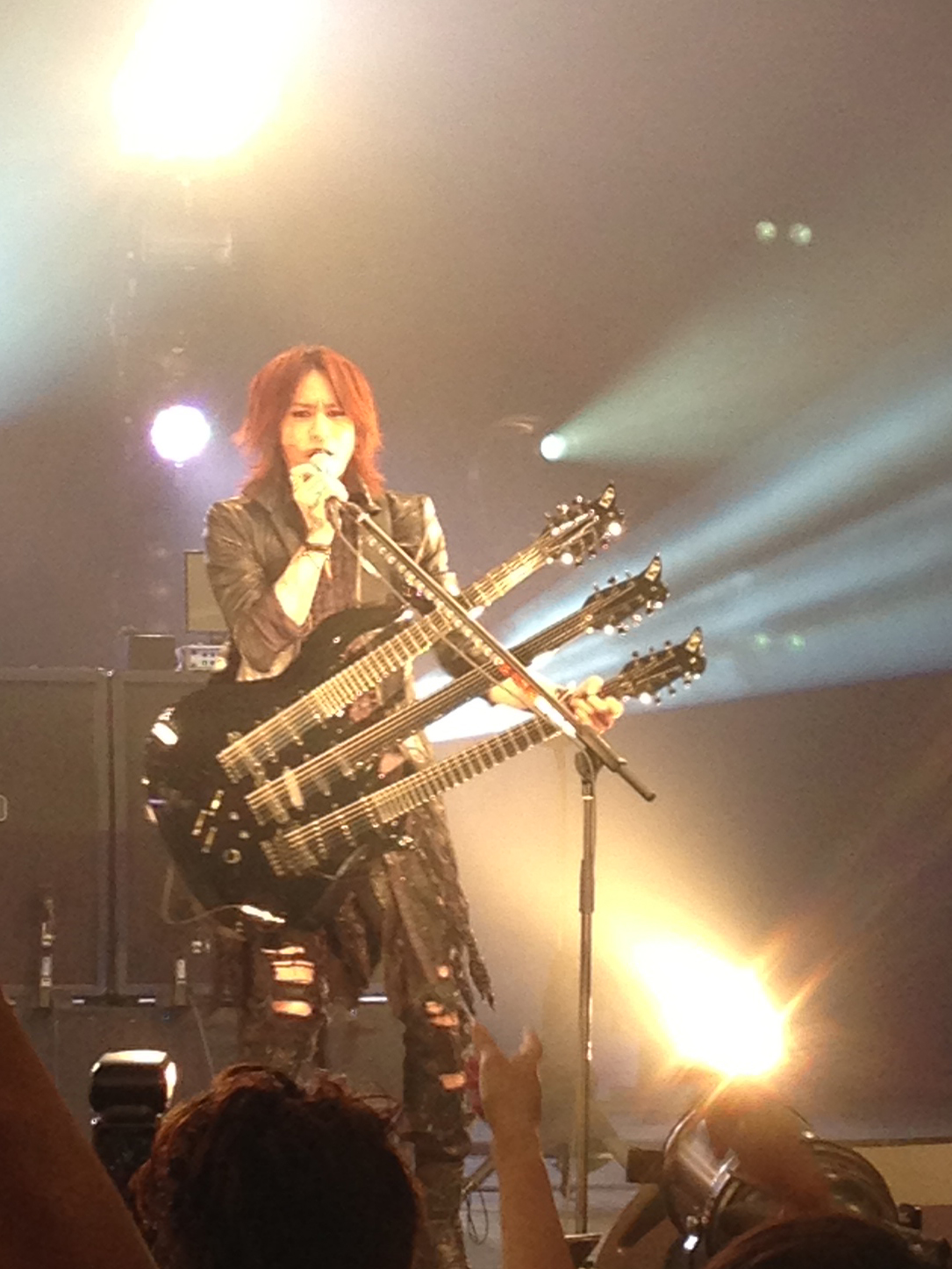
Sugizo háromnyakú gitárja

## Diszkográfia
Stúdióalbumok
- Truth? (1997), Oricon-helyezés: #12[22]
- C:Lear (2003) #56[22]
- Flower of Life (2011) #62[22]
- Tree of Life (2011) #69[22]
- Oto (音?; 2016) #132[22]
- Oneness M (2017)[151]
- Ai to csóva (愛と調和; Hepburn: Ai to Chōwa?; 2020)

## Filmográfia
| Év   | Cím                                      | Szerep      | Megjegyzés             |
| ---- | ---------------------------------------- | ----------- | ---------------------- |
| 2002 | Soundtrack                               | Sion        | zeneszerző is          |
| 2002 | Hogi-Lala (ホ・ギ・ラ・ラ)               | Tosi (トシ) |                        |
| 2002 | Rock'n'roll Misin (ロックンロールミシン) |             |                        |
| 2002 | RedЯum                                   |             | Fuji TV                |
| 2016 | Tokyo Decibels                           | Kuroszava   | zenei rendező is       |
| 2016 | We Are X                                 | önmaga      | X Japan-dokumentumfilm |

## Könyvei
- A Prayer I (1997), ISBN 978-4938716127
- A Prayer II (1997) ISBN 978-4938716134
- Can I Fly? (1998) ISBN 978-4789712569
- Piano Solo Instruments: Truth? Sugizo (1998) ISBN 4-8108-6825-7
- Ecton x Sugizo Rise to Heaven on Earth (2009) ISBN 978-4899762331
- Ongaku ni aisza reta otoko, szono haran no hannama (音楽に愛された男、その波乱の半生?; 2011) ISBN 978-4062168120

## Fordítás
Ez a szócikk részben vagy egészben  a   Sugizo című angol Wikipédia-szócikk fordításán alapul.  Az eredeti cikk szerkesztőit annak laptörténete sorolja fel. Ez a jelzés csupán a megfogalmazás eredetét és a szerzői jogokat jelzi, nem szolgál a cikkben szereplő információk forrásmegjelöléseként.